# Ningwe
Ningwe är ett vattendrag i Burundi.   Det ligger i provinsen Rutana, i den centrala delen av landet, 90 km sydost om huvudstaden Bujumbura.
Omgivningarna runt Ningwe är huvudsakligen savann. Runt Ningwe är det ganska tätbefolkat, med 100 invånare per kvadratkilometer.